# Lista de paróquias da diocese de São Carlos

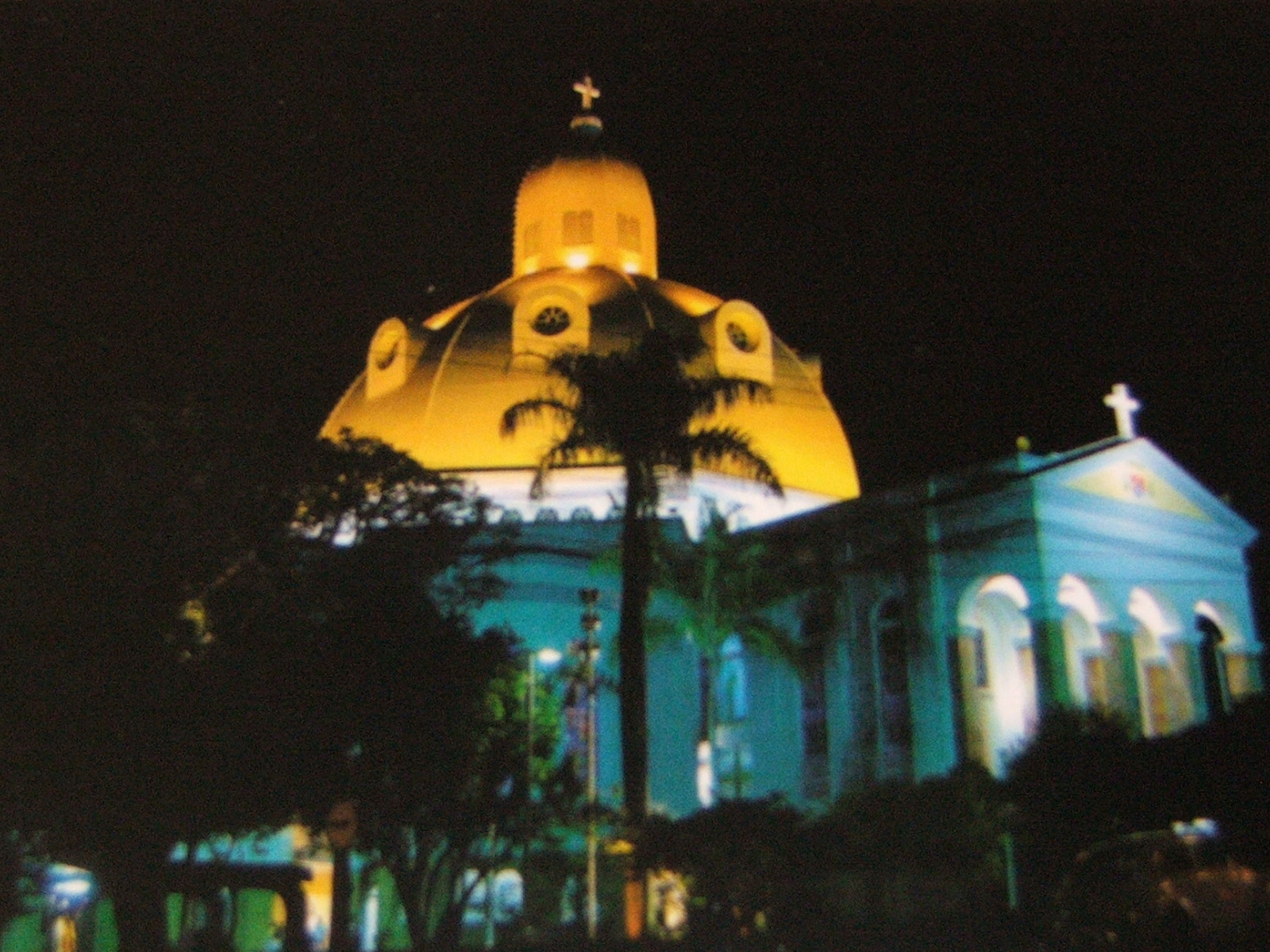
Nova iluminação da Paróquia Catedral de São Carlos.

A Diocese de São Carlos é dividida em 75 paróquias que por sua vez são agrupadas em quatro vicariatos.
Sua paróquia mais antiga é a de São Bento em Araraquara, erigida em 22 de agosto de 1817.
A diocese abrange quatorze municípios da região central do estado de São Paulo em quatro vicariatos:
- Vicariato São Carlos: São Carlos, Dourado, Ibaté, Itirapina e Ribeirão Bonito.
- Vicariato São Bento: Araraquara, Gavião Peixoto, Américo Brasiliense, Santa Lúcia, Rincão e Motuca.
- Vicariato Senhor Bom Jesus: Matão.
- Vicariato Nossa Senhora do Patrocínio: Trabiju e Boa Esperança do Sul.

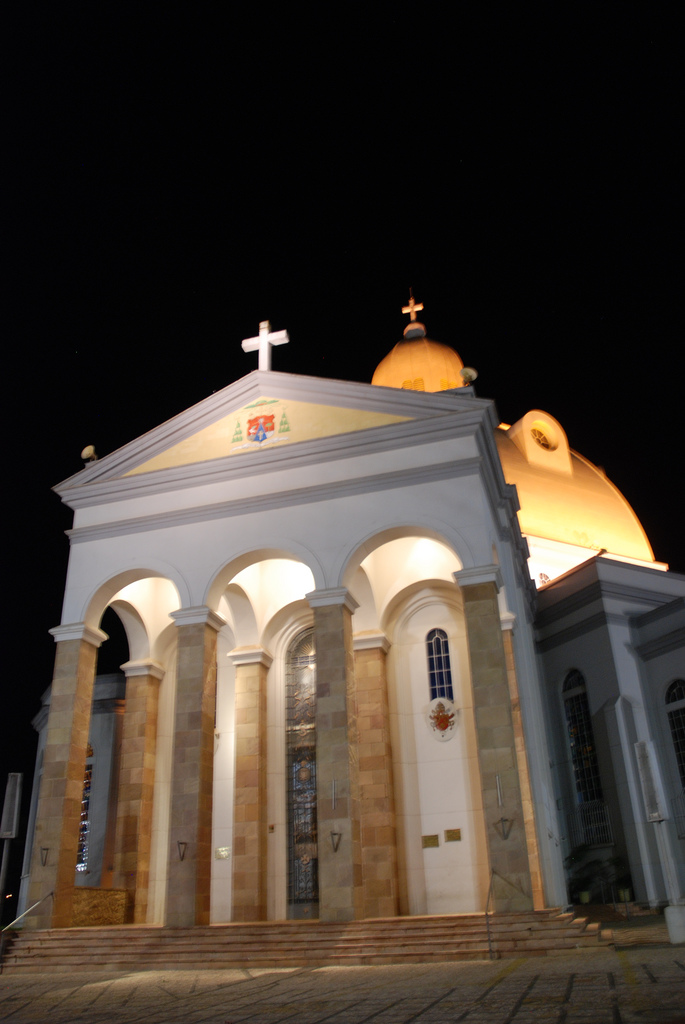
Imponente portal da Paróquia da Catedral de São Carlos.

| Município            | Paróquia                                 | Vicariato                   | Ano de ereção | Observações                                     |
| -------------------- | ---------------------------------------- | --------------------------- | ------------- | ----------------------------------------------- |
| São Carlos           | São Carlos Borromeu                      | São Carlos                  | 1858          | Catedral Diocesana                              |
| São Carlos           | Santa Eudóxia                            | São Carlos                  | 1910          | Distrito de Santa Eudóxia                       |
| São Carlos           | Santo Antônio de Pádua                   | São Carlos                  | 1943          | Matriz                                          |
| São Carlos           | Santa Isabel                             | São Carlos                  | 1962          | Santuário Nossa Senhora Aparecida da Babilônia  |
| São Carlos           | Nossa Senhora de Fátima                  | São Carlos                  | 1970          |                                                 |
| São Carlos           | Nossa Senhora do Carmo                   | São Carlos                  | 1972          |                                                 |
| São Carlos           | São Sebastião                            | São Carlos                  | 1972          | Matriz                                          |
| São Carlos           | Nossa Senhora Auxiliadora                | São Carlos                  | 1978          |                                                 |
| São Carlos           | São Roque                                | São Carlos                  | 1982          | Distrito de Água Vermelha                       |
| São Carlos           | Nossa Senhora Aparecida                  | São Carlos                  | 1987          |                                                 |
| São Carlos           | Santa Madre Cabrini                      | São Carlos                  | 1987          |                                                 |
| São Carlos           | São José                                 | São Carlos                  | 1988          |                                                 |
| São Carlos           | Santa Rita de Cássia                     | São Carlos                  | 1995          |                                                 |
| São Carlos           | Santa Edviges                            | São Carlos                  | 1997          |                                                 |
| São Carlos           | São Judas Tadeu                          | São Carlos                  | 1997          |                                                 |
| São Carlos           | Nossa Senhora de Guadalupe               | São Carlos                  | 1999          |                                                 |
| São Carlos           | São João Batista                         | São Carlos                  | 2006          |                                                 |
| São Carlos           | São Benedito                             | São Carlos                  | 2007          |                                                 |
| São Carlos           | São Nicolau de Flüe                      | São Carlos                  | 2007          |                                                 |
| São Carlos           | São Miguel Arcanjo                       | São Carlos                  | 2007          |                                                 |
| São Carlos           | São Francisco de Assis                   | São Carlos                  | 2007          |                                                 |
| São Carlos           | Santa Luzia                              | São Carlos                  | 2007          |                                                 |
| São Carlos           | São Domingos Sávio                       | São Carlos                  | 2007          |                                                 |
| São Carlos           | Nossa Senhora do Perpétuo Socorro        | São Carlos                  | 2008          |                                                 |
| São Carlos           | Nossa Senhora da Rosa Mística            | São Carlos                  | 2009          |                                                 |
| São Carlos           | São João Paulo II                        | São Carlos                  | 2014          |                                                 |
| São Carlos           | São Cristóvão                            | São Carlos                  | 2015          |                                                 |
| São Carlos           | São Bento                                | São Carlos                  | 2015          |                                                 |
| São Carlos           | São Brás                                 | São Carlos                  | 2015          |                                                 |
| Ibaté                | São João Evangelista                     | São Carlos                  | 1906          | Capela São Benedito                             |
| Ibaté                | Santo Antônio                            | São Carlos                  | 2006          |                                                 |
| Ibaté                | Nossa Senhora do Perpétuo Socorro        | São Carlos                  | 2009          |                                                 |
| Ibaté                | São Francisco de Assis                   | São Carlos                  | 2015          |                                                 |
| Itirapina            | Santo Antônio de Pádua                   | São Carlos                  | 1852          |                                                 |
| Ribeirão Bonito      | Senhor Bom Jesus da Cana Verde           | São Carlos                  | 1885          |                                                 |
| Dourado              | São João Batista                         | São Carlos                  | 1898          |                                                 |
| Araraquara           | São Bento                                | São Bento                   | 1817          | Basílica menor                                  |
| Araraquara           | Santo Antônio                            | São Bento                   | 1936          |                                                 |
| Araraquara           | Nossa Senhora do Carmo                   | São Bento                   | 1943          |                                                 |
| Araraquara           | Nossa Senhora das Graças                 | São Bento                   | 1961          |                                                 |
| Araraquara           | São Geraldo                              | São Bento                   | 1961          |                                                 |
| Araraquara           | Nossa Senhora Aparecida                  | São Bento                   | 1968          |                                                 |
| Araraquara           | São José                                 | São Bento                   | 1981          |                                                 |
| Araraquara           | Sant'Ana                                 | São Bento                   | 1987          |                                                 |
| Araraquara           | São Sebastião                            | São Bento                   | 1989          |                                                 |
| Araraquara           | Sagrada Família                          | São Bento                   | 1995          |                                                 |
| Araraquara           | São Dimas                                | São Bento                   | 1996          |                                                 |
| Araraquara           | São João Batista                         | São Bento                   | 1998          | Capela Sagrado Coração de Jesus (Bueno Andrada) |
| Araraquara           | São Judas Tadeu                          | São Bento                   | 2000          |                                                 |
| Araraquara           | Nossa Senhora do Vale                    | São Bento                   | 2000          |                                                 |
| Araraquara           | Menino Jesus de Praga                    | São Bento                   | 2002          |                                                 |
| Araraquara           | Santa Ângela                             | São Bento                   | 2002          |                                                 |
| Araraquara           | São Francisco de Assis                   | São Bento                   | 2008          |                                                 |
| Araraquara           | Santa Teresinha                          | São Bento                   | 2009          |                                                 |
| Araraquara           | São Pedro e Santa Luzia                  | São Bento                   | 2013          |                                                 |
| Araraquara           | Santo Expedito e Nossa Senhora da Abadia | São Bento                   | 2015          |                                                 |
| Américo Brasiliense  | Nossa Senhora Aparecida                  | São Bento                   | 1969          |                                                 |
| Américo Brasiliense  | São Francisco de Assis                   | São Bento                   | 2007          |                                                 |
| Américo Brasiliense  | São Judas Tadeu                          | São Bento                   | 2014          |                                                 |
| Gavião Peixoto       | Santo Antônio                            | São Bento                   | 1935          |                                                 |
| Santa Lúcia          | Santa Luzia                              | São Bento                   | 1924          |                                                 |
| Rincão               | São Luís Gonzaga                         | São Bento                   | 1924          |                                                 |
| Motuca               | São Sebastião                            | São Bento                   | 2007          |                                                 |
| Matão                | Senhor Bom Jesus                         | Senhor Bom Jesus            | 1898          |                                                 |
| Matão                | Nossa Senhora Aparecida                  | Senhor Bom Jesus            | 1982          |                                                 |
| Matão                | Santa Cruz                               | Senhor Bom Jesus            | 1986          |                                                 |
| Matão                | Nossa Senhora do Perpétuo Socorro        | Senhor Bom Jesus            | 1990          |                                                 |
| Matão                | Divino Espírito Santo                    | Senhor Bom Jesus            | 1999          |                                                 |
| Matão                | São Sebastião                            | Senhor Bom Jesus            | 2000          |                                                 |
| Matão                | São José                                 | Senhor Bom Jesus            | 2008          |                                                 |
| Matão                | Santa Rosa de Lima                       | Senhor Bom Jesus            | 2011          |                                                 |
| Matão                | Santo Expedito                           | Senhor Bom Jesus            | 2013          |                                                 |
| Matão                | São Lourenço                             | Senhor Bom Jesus            | 2014          | Distrito de São Lourenço do Turvo               |
| Matão                | Santa Luzia                              | Senhor Bom Jesus            | 2015          |                                                 |
| Boa Esperança do Sul | São Sebastião                            | Nossa Senhora do Patrocínio | 1887          |                                                 |
| Trabiju              | Sant'Ana e São Benedito                  | Nossa Senhora do Patrocínio | 2000          |                                                 |